# Marcel Laurent (rugby à XV)
Pour les articles homonymes, voir Marcel Laurent.
Pas d'image ? Cliquez ici

a Compétitions nationales et continentales officielles uniquement.

b Matchs officiels uniquement.
Marcel Laurent, né le 17 avril 1909 à Auch (Gers) et mort le 13 mai 1998 à Sainte-Croix-du-Mont (Gironde), est un joueur français de rugby à XV ayant évolué au poste de talonneur puis de pilier, en sélection nationale.

## Biographie

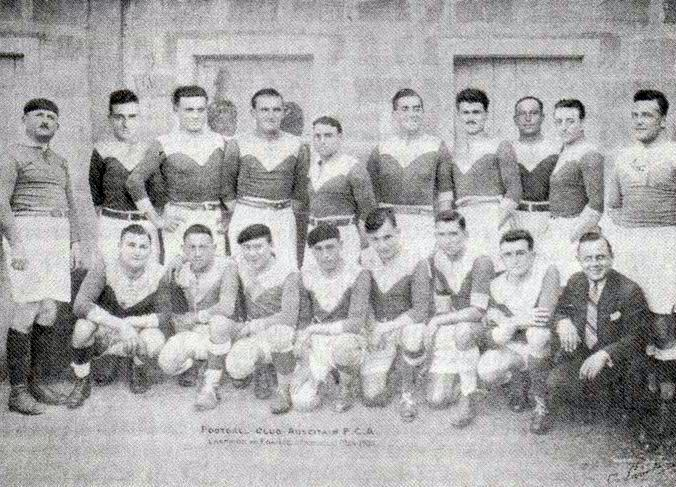
Marcel Laurent, champion de France de 1re division fédérale en 1929 (Promotion) avec le FC Auch.

Marcel Laurent joue au FC Auch, au Stade toulousain puis après un retour au FC Auch au SU Agen, club dont il devient joueur-entraîneur courant 1942, l'amenant ainsi à deux finales d'importance en 1943.
C'est le premier international fourni par le FC Auch, il obtient ses 5 capes contre l'équipe d'Allemagne plus une sixième non officielle contre l'Italie en 1935. Il finit sa carrière à AS Fleurance puis à Valence-d'Agen avant de se consacrer ensuite pleinement à ses vignes bordelaises.
Entre-temps il est vice-président de la fédération française de rugby (FFR), sélectionneur de l'équipe de France de 1949 à 1980 (codirecteur de l'équipe de France qui gagne pour la première fois en Afrique de Sud en 1958) et président du comité Armagnac-Bigorre pendant près de 25 ans.

## Palmarès
Avec le FC Auch
- Championnat de France Promotion :
  - Champion (1) : 1929

Avec le SU Agen
- Championnat de France de première division :
  - Vice-champion (1) :  1943
- Coupe de France :
  - Vainqueur (1) : 1943

## Statistiques en équipe nationale
- 5 sélections en équipe de France (plus 3 non officielles)
- sélections par année :  1 en 1932, 1 en 1933, 1 en 1934, 1 en 1935, 1 en 1936
- Vainqueur du Tournoi européen FIRA de rugby à XV 1935
- Vainqueur du Tournoi européen FIRA de rugby à XV 1936